# ラネル酸ストロンチウム
ラネル酸ストロンチウム (Strontium ranelate)はラネル酸のストロンチウム塩であり、骨粗鬆症治療薬である。仏セルヴィエ社によってプロテロス (Protelos)、プロトス (Protos)等の名称で販売されている。膝の骨関節炎に有効であるとの研究もある。現在のところ、骨形成の促進・骨吸収の阻害双方の作用を持つ薬剤(dual action bone agent, DABA)としてはほぼ唯一のものである。2013年、無作為化臨床試験で心筋梗塞のリスク上昇が見られたと発表された。同発表では、ラネル酸ストロンチウムは閉経後女性の重度の骨粗鬆症についてのみ使用すべきとされた。欧州ファーマコビジランス評価委員会（PRAC）は、心筋梗塞リスクを踏まえた危険便益評価を実施してから用いるべきであるとした。2014年2月には、欧州EMAは心疾患を持つ患者へのラネル酸ストロンチウムの使用を制限するとした。

## 作用機序
ストロンチウムは第2族元素で、周期表ではカルシウムの下に位置する。カルシウムと性質が類似するため、骨・歯のエナメル質のカルシウムと置き換わる。臨床試験においては、このことで骨の成長が促され、骨密度が増加し、椎骨・末梢骨・女性では股関節の骨折が減少した。
ラネル酸ストロンチウムはカルシウム感知受容体を刺激し、前骨芽細胞を骨芽細胞に分化させ、骨形成を促進する。さらに、骨芽細胞からオステオプロテゲリンを分泌させることで破骨細胞分化因子の働きを阻害し、RANKLを介して前破骨細胞の破骨細胞への分化を妨げることで骨吸収を阻害する。この双方の作用により骨代謝のバランスを骨形成の方へと傾ける。これはコリン安定化オルトケイ酸の効果に似ている。 
ほとんどの薬剤は、その薬理学的作用をアニオンに依存するのに対し、ラネル酸ストロンチウムはカチオンに依存する点が特徴的である。他のカチオン性薬剤にはヒ素・水銀・ビスマス・リチウムなどのイオンがあるが、現在ではあまり使用されない。

## 適応
椎骨・股関節骨折を減少させる効果があるため、更年期障害による骨粗鬆症の処方薬として、70カ国以上で承認されている。米国ではFDAに承認されていないが、英国では 国民保健サービスに、閉経後骨粗鬆症治療薬として処方されている。
2000年にSOTI(Spinal Osteoporosis Therapeutic Intervention)・TROPOS(Treatment of Peripheral Osteoporosis)という2つの治験がフェーズIIIに入った。結果は2004年にまとめられ、偽薬群と比べ、3年間で椎骨骨折を41%、股関節骨折を36%減少させた。
5年間のデータによると、年齢・骨密度・既存骨折・症候性骨折・ボディマス指数・喫煙歴などの元々持つ骨粗鬆症リスクにかかわらず、椎骨骨折を有意に減少させた。
高齢者や骨減少症患者に対して抗骨折効果を示す。忍容性が高いとみなされている。

### 膝骨関節炎
2012年に発表された偽薬対照二重盲検大規模国際臨床試験（SEKOIA試験）では、膝骨関節炎の治療に有意な効果が見られた。3年間の治療で、骨関節炎の疼痛緩和、膝機能改善、X線写真で確認可能な軟骨減少抑制、関節腔の狭窄の低減が見られた。

## 禁忌
本剤または賦形剤への過敏症がある場合は禁忌である。また、正確なデータがないため重度の腎疾患患者、例えばクレアチニンクリアランスが30mL/min以下の患者には推奨されない。静脈血栓塞栓症の既往症がある場合、そのリスクが増加することへの注意が必要である。尿・血中のカルシウム比色測定に影響するほか、製剤中にアスパルテームを含むためフェニルケトン尿症患者に対しても注意しなければならない。

## 副作用
ラネル酸ストロンチウムは静脈血栓塞栓症、肺塞栓症、心筋梗塞を含む重篤な心疾患のリスクを増加させる。
副作用は吐き気・下痢・頭痛・湿疹などで、プラシーボ群に比して2～4%増加したが、ほとんどは3か月以内に治まった。潮紅、好酸球増加、全身症状（ドレス症候群）等の重篤なアレルギー反応が報告されている。

## 相互作用
メーカーによると、制酸剤投与の2時間以上前に、また乳製品・カルシウム製剤の摂取から2時間以上間を開けて投与すべきである。また、ストロンチウムのキレート剤として作用するテトラサイクリン、キノロン系抗生物質の投与は中止すべきである。